# Furta, Hajdú-Bihar
Furta  este un sat în districtul Berettyóújfalu, județul Hajdú-Bihar, Ungaria, având o populație de 1.210 locuitori (2011). 

## Demografie
Componența etnică a satului Furta
     Maghiari (96,96%)
     Romi (2%)
     Români (1,05%)
Componența confesională a satului Furta
     Reformați (31,57%)
     Fără religie (29,09%)
     Romano-catolici (16,28%)
     Necunoscută (21,65%)
     Alte religii (2,23%)
Conform recensământului din 2011, satul Furta avea 1.210 locuitori. Din punct de vedere etnic, majoritatea locuitorilor (96,96%) erau maghiari, existând și minorități de romi (2,0%) și români (1,05%). Nu există o religie majoritară, locuitorii fiind reformați (31,57%), persoane fără religie (29,09%) și romano-catolici (16,28%). Pentru 21,65% din locuitori nu este cunoscută apartenența confesională.